# ティーアガルテン駅
ティーアガルテン駅(Bahnhof Berlin Tiergarten)はベルリンのミッテ区にある鉄道駅。Sバーンの5号線、7号線、75号線の駅である。駅名は近くに位置する大ティーアガルテンにちなんで名づけられた。1885年にベルリン市街線の駅として開業した。

## 駅周辺
- 大ティーアガルテン
- 戦勝記念塔